# ورسوآ ژه او
شهر ورسوآ ژه او  در ایالت ژنو در کشور سوئیس واقع شده‌است که ۱۱٬۱۰۰ نفر جمعیت دارد.